# BMW X7
El BMW X7 es un automóvil todoterreno de gran lujo del segmento F que el fabricante alemán BMW comenzó a fabricar a fines de 2018 y comenzó a vender al público a principios de 2019.
Tiene carrocería de cinco puertas, motor delantero longitudinal, tracción a las cuatro ruedas, y se ofrece en variantes de seis o siete plazas. Todas las versiones tienen caja de cambios automática de ocho marchas. El modelo se fabrica en Spartanburg, Carolina del Sur, Estados Unidos para los principales mercados, y en India, Indonesia y Tailandia para los mercados locales.
Algunos de los rivales del X7 son el Audi Q7, el Bentley Bentayga, el Cadillac Escalade, el Lexus LX, el Lincoln Navigator, el Maserati Levante, el Mercedes-Benz Clase GLS, el Range Rover, el Tesla Model X.
El 5 de mayo de 2021, BMW Argentina lanzó a la X7 en Argentina. Es la SUV de BMW para el Segmento F (limousione). Tiene tres filas de asientos para siete pasajeros y se posiciona por encima de las X5/X6 (Segmento E, grande). Se ofrece sólo en la versión M50i xDrive. Llega importada de Estados Unidos y ya está a la venta en Argentina. Motor V8 4.4 bi-turbonaftero (530 cv y 750 Nm). Caja automática de ocho velocidades, con convertidor de par. Tracción permanente en las cuatro ruedas. Es una de las SUVs más grandes, lujosas y caras que se venden en la Argentina. Tiene una parrilla más grande que la de Rodizio. De hecho, toda la X7 tiene proporciones monstruosas: 5.15 metros de largo, 2.0 de ancho, 1.80 de alto y 2.55 toneladas de peso. Eso no impidió que ya se agotara el cupo de unidades asignado para nuestro mercado. Llega a la Argentina sólo con el nivel de equipamiento M Sport, que incluye desde suspensión neumática hasta dos pantallas táctiles de 10 pulgadas en la segunda fila de asientos. Garantía de tres años o 100.000 kilómetros.
El 16 de julio de 2024, BMW Argentina lanzó a la venta en Argentina al restyling de la X7. Es el restyling de la SUV de BMW para el Segmento F (limousine). Reemplaza a la X7 que se comercializó en Argentina desde mayo de 2021. Llega importada de Estados Unidos y ya está a la venta en Argentina. Mantiene el conocido motor V8 4.4 bi-turbonaftero (530 cv y 750 Nm), que ahora está acoplado a un sistema de recuperación de energía con batería de 48 voltios, por lo cual pasa a ser considerado "MildHybrid" ("híbrido suave", para la normativa argentina). Caja automática de ocho velocidades (con convertidor de par) y tracción integral xDrive. Al ser MildHybrid, estará exenta del impuesto a las patentes en varios distritos de Argentina. En tres años el precio aumentó 40 mil dólares. Si bien hay inflación en dólares en todo el mundo, el principal motivo del salto son el aumento de los impuestos que en ese tiempo tuvieron los autos en Argentina. Mantiene la configuración de tres filas de asientos para siete pasajeros. A pesar de que el motor sigue siendo el mismo, al ser MildHybrid la denominación de la versión ahora es M60i en lugar de M50i. Garantía de tres años o 200.000 kilómetros.

## Historia
BMW presentó en el Salón del Automóvil de Frankfurt en septiembre de 2017 el BMW X7 Concept iPerformance, un prototipo de un vehículo deportivo utilitario que se ubicaría por encima del BMW X5 y BMW X6 . Este vehículo conceptual tiene un motor híbrido eléctrico.
El 17 de octubre de 2018, BMW presentó el vehículo de producción, que desde entonces se ha pedido y entregado desde marzo de 2019.
A principios de julio de 2019, BMW presentó el X7 Pick-up Concept en Garmisch-Partenkirchen . Doce aprendices del fabricante convirtieron un vehículo de desarrollo en una camioneta pickup con un área de carga de 1.4 metros de largo.
Al igual que el BMW X5, el X7 tiene un portón trasero dividido. La parrilla del modelo BMW es la segunda más grande después de la Serie 7.
De serie, el automóvil tiene un techo panorámico eléctrico y siete asientos. Bajo pedido, están disponibles dos asientos individuales en lugar de un asiento trasero para tres personas en la segunda fila y también un control de temperatura separado para la tercera fila de asientos.
Las ruedas delanteras del X7 están colgadas individualmente en dos horquillas , la trasera es un eje de enlace múltiple instalado. El eje trasero está mitigando el recargo  La suspensión de aire regula la presión en el elemento de resorte de cada rueda individualmente y se ajusta a la condición de carga.
Los motores gasolina son un seis cilindros en línea de 3,0 litros y 340 CV, y un V8 de 4,4 litros en variantes de 462 y 530 CV. El motor diésel es un seis cilindros en línea de 3,0 litros, disponible en versiones de 265, 340 y 400 CV. Todas las versiones tienen caja de cambios automática de ocho marchas.